# 鳥類学者のファンタジア
『鳥類学者のファンタジア』（ちょうるいがくしゃのファンタジア）は、奥泉光の長編SF小説。集英社から刊行されている文芸雑誌『すばる』に1998年11月号から2000年8月号まで連載され、2001年4月10日に書籍化された。雑誌掲載時タイトルは『フォギー 憧れの霧子』。
第22回（2001年）日本SF大賞の候補に挙げられた。2008年に望月玲子作画で漫画化され、講談社（KCデラックス）から単行本が刊行されている。

## 登場人物
- 池永希梨子 (フォギー)
- 佐和子
- 加藤
- 曾根崎霧子
- ギュンター・シュルツ
- トーマス・ハッファー
- 木崎孝之
- 雨宮道祐
- ケプラー
- 脇岡孝太郎左衛門
- メギス夫人
- コフマン少佐
- ハンス・プロシュノフ
- 岩波大尉
- パパゲーノ
- バッハ

## 書誌情報
- 鳥類学者のファンタジア（集英社、ISBN 978-4087745030）
- 鳥類学者のファンタジア（集英社文庫、ISBN 978-4087476880）